# Kapuzen-Wolfszahnnatter
Die Kapuzen-Wolfszahnnatter (Lycodon capucinus, englisch Common Wolf Snake) ist eine Wolfszahnnatternart.

## Merkmale

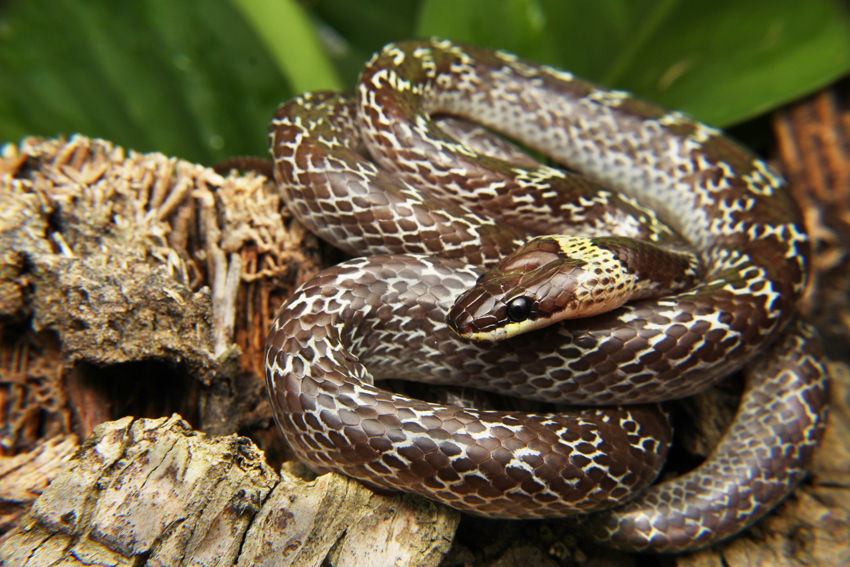

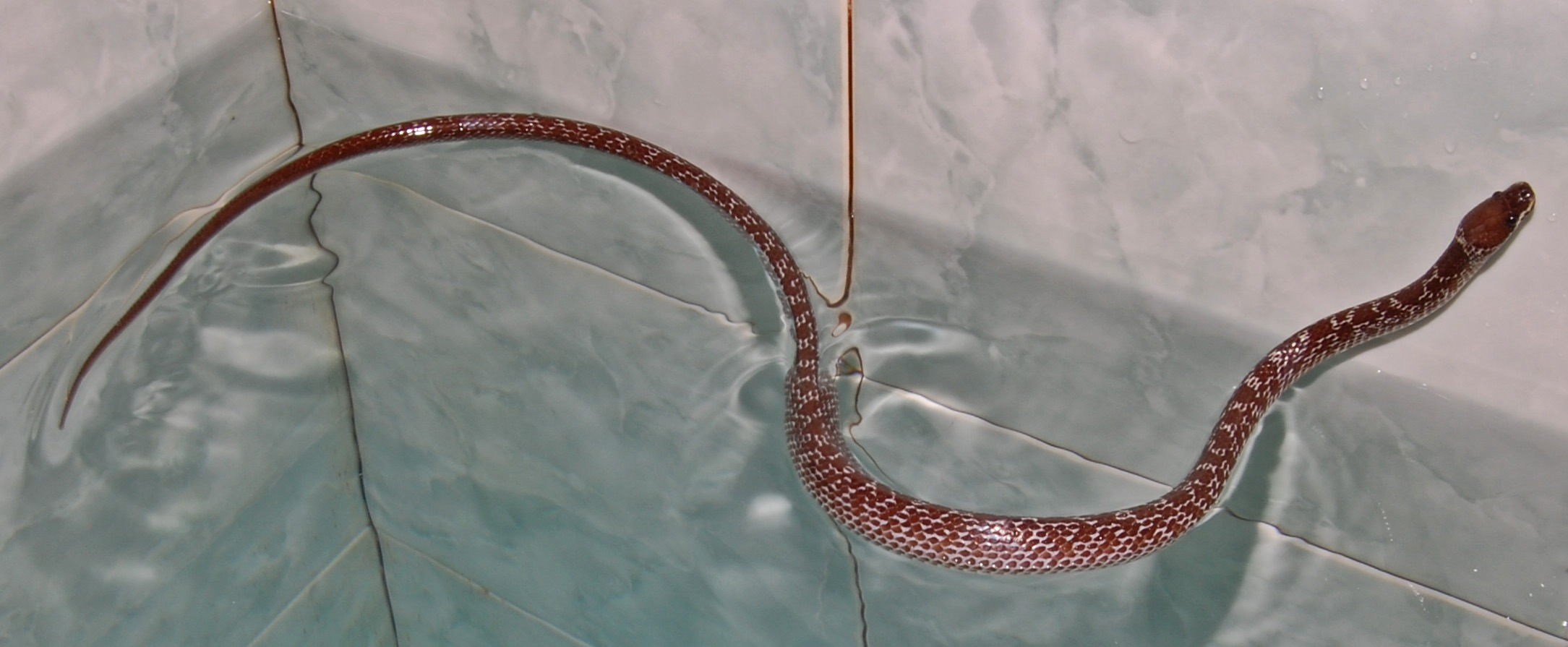
In einem Pool schwimmend auf Java, Indonesien

Wolfszahnnattern haben einen Oberkieferknochen, der nach innen gebogen ist. Die Beschuppung der Kapuzen-Wolfszahnnatter hat dorsal eine braune bis braunviolette Grundfarbe, die mit weißen bis gelben Netzmustern gezeichnet ist. Teilweise sehen die Schlangen auf den ersten Blick auch einheitlich braun aus. Ventral ist die Beschuppung weißlich. Am Hinterkopf befindet sich ein weißlicher Fleck, der mit den ebenfalls weiß gefärbten Ober- und Unterlippenschildern verbunden ist. Die einzelnen Schuppen in dem weißen Bereich weisen oft braune, punktförmige Flecken auf.

## Lebensweise
Die Kapuzen-Wolfszahnnatter ist nachtaktiv und sowohl am Boden als auch auf Bäumen zu finden. Zu ihrer Nahrung gehören vor allem Eidechsen und Skinke. Wie alle Wolfszahnnattern ist sie ovipar (eierlegend). Ähnlich wie bei Lycodon aulicus wurde auch bei der Kapuzen-Wolfszahnnatter Thanatose (Totstellreflex) beobachtet.

## Vorkommen und Lebensraum
Das natürliche Verbreitungsgebiet der Kapuzen-Wolfszahnnatter liegt in Südostasien. In Malaysia ist sie eine der am häufigsten auftretenden Schlangenarten. Darüber hinaus ist sie in Südwestchina, Thailand, dem Malaiischen Archipel sowie möglicherweise im Süden Myanmars und auf den Nikobaren verbreitet. Die IUCN stuft die Art als nicht gefährdet („least concern“) ein, da sie in ihrem Verbreitungsgebiet häufig auftritt. Auf der zu Australien gehörenden Weihnachtsinsel, wo sie um 1982 eingeführt wurde, stellt sie eine invasive Art dar, die einige einheimische Arten wie den Mangroven-Schlankskink bedroht oder im Fall von Cryptoblepharus egeriae bereits zu deren Ausrottung in freier Wildnis geführt hat. In Osttimor wurde die Art in den 1960er Jahren eingeführt und 2018 wurde sie erstmals in Neuguinea beobachtet. Möglicherweise hat sie sich auch auf Inseln in Mikronesien ausgebreitet.
Die Kapuzen-Wolfszahnnatter kommt in einer Vielzahl von Lebensräumen vor, darunter in tropischen Tieflandwäldern, auf landwirtschaftlichen Flächen und in menschlichen Siedlungsgebieten.

## Taxonomie
Die Art wurde 1827 von Friedrich Boie erstbeschrieben. Sie wird teilweise als Synonym oder Unterart von der in Indien, Myanmar, Nepal, Pakistan und Sri Lanka verbreiteten Art Lycodon aulicus angesehen.